# 阿维雷-兰热
阿维雷-兰热（法語：Avirey-Lingey，法語發音：[aviʁɛ lɛ̃ʒɛ]）是法国奥布省的一个市镇，属于特鲁瓦区。该市镇于1790-1794年间由阿维雷（Avirey）和兰热（Lingey）合并而成。

## 地理
阿维雷-兰热（48°1'33"N, 4°18'1"E）面积17.85 平方千米，位于法国大東部大區奥布省，该省份为法国中北部省份，北起马恩省，西接塞纳-马恩省，西南至约讷省，东南至科多尔省，东临上马恩省。
与阿维雷-兰热接壤的市镇（或旧市镇、城区）包括：阿雷勒、巴涅拉福斯、莱涅河畔巴尔诺、帕尔格、波利西、莱里塞。

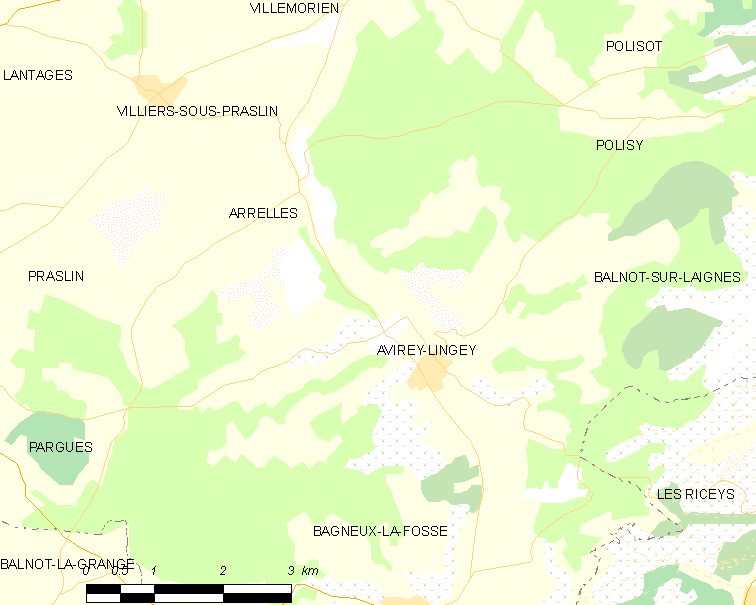
阿维雷-兰热的OSM定位图

阿维雷-兰热的时区为UTC+01:00、UTC+02:00（夏令时）。

## 行政
阿维雷-兰热的邮政编码为10340，INSEE市镇编码为10022。

## 政治
阿维雷-兰热所属的省级选区为莱里塞县。

## 人口

1962-2008年间阿维雷-兰热人口变化图示

阿维雷-兰热于2022年1月1日时的人口数量为198人。